# Sofia Open 2022 - Qualificazioni singolare
Le qualificazioni del singolare del Sofia Open 2022 sono state un torneo di tennis preliminare per accedere alla fase finale della manifestazione. I vincitori dell'ultimo turno sono entrati di diritto nel tabellone principale. In caso di ritiro di uno o più giocatori aventi diritto, a questi sono subentrati i Lucky loser, ossia i giocatori che hanno perso nell'ultimo turno ma che avevano una classifica più alta rispetto agli altri partecipanti che avevano comunque perso nel turno finale.

## Teste di serie
1. Ugo Humbert (qualificato)
2. Jan-Lennard Struff (qualificato)
3. Geoffrey Blancaneaux (qualificato)
4. Stefano Travaglia (primo turno, ritirato)

1. Altuğ Çelikbilek (primo turno)
2. Andreas Seppi (ultimo turno)
3. Salvatore Caruso (primo turno)
4. Aleksej Vatutin (primo turno)

## Qualificati
1. Ugo Humbert
2. Jan-Lennard Struff

1. Geoffrey Blancaneaux
2. Dragoș Nicolae Mădăraș

### Lucky loser
1. Mirza Bašić

## Tabellone

### Sezione 1
|  | Primo turno | Primo turno          | Primo turno    | Primo turno | Primo turno |  |  | Ultimo turno | Ultimo turno         | Ultimo turno         | Ultimo turno | Ultimo turno |  |
|  |             |                      |                |             |             |  |  |              |                      |                      |              |              |  |
|  | 1           | Ugo Humbert          | Ugo Humbert    | 6           | 6           |  |  |              |                      |                      |              |              |  |
|  |             | Ernests Gulbis       | Ernests Gulbis | 3           | 2           |  |  | 1            | Ugo Humbert          | Ugo Humbert          | 6            | 7            |  |
|  |             | Filip Cristian Jianu | 6              | 4           | 7           |  |  |              | Filip Cristian Jianu | Filip Cristian Jianu | 3            | 63           |  |
|  | 5           | Altuğ Çelikbilek     | 1              | 6           | 62          |  |  |              |                      |                      |              |              |  |

### Sezione 2
|  | Primo turno | Primo turno        | Primo turno        | Primo turno | Primo turno |  |  | Ultimo turno | Ultimo turno       | Ultimo turno       | Ultimo turno | Ultimo turno |  |
|  |             |                    |                    |             |             |  |  |              |                    |                    |              |              |  |
|  | 2           | Jan-Lennard Struff | Jan-Lennard Struff | 6           | 6           |  |  |              |                    |                    |              |              |  |
|  | Alt         | Aziz Dougaz        | Aziz Dougaz        | 3           | 2           |  |  | 2            | Jan-Lennard Struff | Jan-Lennard Struff | 6            | 6            |  |
|  |             | Mirza Bašić        | Mirza Bašić        | 7           | 6           |  |  |              | Mirza Bašić        | Mirza Bašić        | 3            | 4            |  |
|  | 8           | Aleksej Vatutin    | Aleksej Vatutin    | 5           | 1           |  |  |              |                    |                    |              |              |  |

### Sezione 3
|  | Primo turno | Primo turno          | Primo turno      | Primo turno | Primo turno |  |  | Ultimo turno | Ultimo turno         | Ultimo turno | Ultimo turno | Ultimo turno |  |
|  |             |                      |                  |             |             |  |  |              |                      |              |              |              |  |
|  | 3           | Geoffrey Blancaneaux | 4                | 6           | 6           |  |  |              |                      |              |              |              |  |
|  |             | Robin Haase          | 6                | 1           | 3           |  |  | 3            | Geoffrey Blancaneaux | 2            | 6            | 6            |  |
|  | WC          | Aleksandr Donski     | Aleksandr Donski | 4           | 2           |  |  | 6            | Andreas Seppi        | 6            | 3            | 4            |  |
|  | 6           | Andreas Seppi        | Andreas Seppi    | 6           | 6           |  |  |              |                      |              |              |              |  |

### Sezione 4
|  | Primo turno | Primo turno            | Primo turno            | Primo turno | Primo turno |  |  | Ultimo turno | Ultimo turno           | Ultimo turno           | Ultimo turno | Ultimo turno |  |
|  |             |                        |                        |             |             |  |  |              |                        |                        |              |              |  |
|  | 4           | Stefano Travaglia      | Stefano Travaglia      | 0           | r           |  |  |              |                        |                        |              |              |  |
|  | Alt         | Dragoș Nicolae Mădăraș | Dragoș Nicolae Mădăraș | 5           |             |  |  | Alt          | Dragoș Nicolae Mădăraș | Dragoș Nicolae Mădăraș | 6            | 6            |  |
|  | WC          | Petr Nesterov          | Petr Nesterov          | 7           | 6           |  |  | WC           | Petr Nesterov          | Petr Nesterov          | 4            | 2            |  |
|  | 7           | Salvatore Caruso       | Salvatore Caruso       | 64          | 4           |  |  |              |                        |                        |              |              |  |